# Nic Benn
Nic Benn (Australia, 28 de abril de 2001) es un jugador profesional australiano de rugby que se desempeña en la posición de centro interior en Dallas Jackals, equipo perteneciente a la liga Major League Rugby.

## Carrera
En 2022, Benn se unió al equipo Toronto Arrows (2022-2023), después pasó a Dallas Jackals, disputando su segunda temporada en la Major League Rugby. También fue parte de la selección sub-18 de rugby 7 australiana.